# Herrschinger Moos
Das Herrschinger Moos ist ein Naturschutzgebiet in den Gemeinden Herrsching am Ammersee und Seefeld im Landkreis Starnberg. Gleichzeitig ist es Teil des Landschaftsschutzgebietes „Westlicher Teil des Landkreises Starnberg“, des FFH-Gebietes „Herrschinger Moos und Aubachtal“ und des Vogelschutzgebietes „Ammerseegebiet“.

## Geschichte
Das Naturschutzgebiet wurde vom Bayerischen Staatsministerium für Landesentwicklung und Umweltfragen (heute das Bayerische Staatsministerium für Umwelt und Verbraucherschutz) am 27. August 1982 unter Schutz gestellt, um unter anderem
- die natürliche Entwicklung der vorhandenen Lebensgemeinschaften zu gewährleisten,
- die Pflanzengesellschaften in ihrer typischen Abfolge von Kalkflachmoor, Verlandungsbereichen und freier Seefläche zu schützen,
- die Vielfalt von Flora und Fauna und insbesondere die seltenen Tiere und Pflanzen zu sichern.[5]

Natura 2000, das Schutzgebietsnetz der Europäischen Union, erklärte das Moos im Jahr 2001 zum Vogelschutzgebiet und 2004 zum FFH-Gebiet. Da die EU einen guten Erhaltungszustand der von ihr anerkannten Gebiete fordert, erfassen und bewerten Naturschutz- und Forstbehörden die Arten und Lebensraumtypen des Landstrichs. Die Ergebnisse ihrer Arbeit sind die Grundlage für die Beratung der Grundeigentümer über geeignete Erhaltungsmaßnahmen.

## Geografie und Geologie

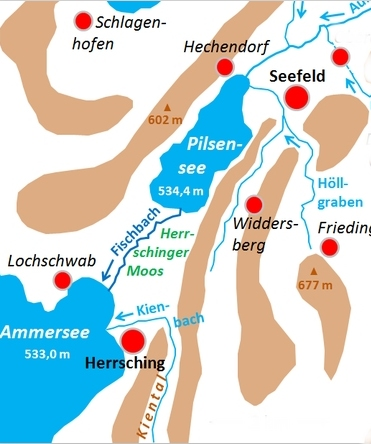

Das Herrschinger Moos liegt auf einer Höhe von 534 m ü. NN im äußersten Westen des Landkreises Starnberg zwischen dem Ammersee und dem Pilsensee, dessen südliche Seezone ebenfalls zum Schutzgebiet gehört. Im Nordwesten und im Osten wird die Ausdehnung des Mooses durch markante Wallmoränenrücken begrenzt. Der Landbereich des Schutzgebietes ist Teil der Gemeinde Herrsching am Ammersee, Uferbereich und Seefläche sind Teil der Gemeinde Seefeld.
Durch das Naturschutzgebiet fließt der Fischbach. Er ist das Abflussgewässer des Pilsensees und mündet in Herrsching in den Ammersee.
Seine Entstehung verdankt das Herrschinger Moos dem Kienbach. Nach dem Rückzug des würmeiszeitlichen Isar-Loisach-Gletschers, der bei seinem Abschmelzen die Landschaft des südlichen Voralpenlandes formte, hatte der Ammersee eine wesentlich größere Ausdehnung als heute. Zur Seefläche gehörte auch eine etwa zehn Kilometer lange Bucht, die am Ammersee-Ostufer in nordöstlicher Richtung abzweigte. In den südlichen Teil dieses Seitenarms transportierte der Kienbach im Laufe der folgenden Jahrtausende so große Mengen an Kiesgeschiebe und Geröll aus der Schlucht zwischen Andechs und Herrsching, dass ein Schwemmkegel entstand und die Seezone verlandete. Auf ihr liegt das heutige Herrschinger Moos. Ein weiter nördlich gelegener Bereich der einstigen Ammerseebucht blieb als Gewässer erhalten und wurde – nun abgeriegelt – zu einem eigenständigen See, dem heutigen Pilsensee.

## Flora und Fauna

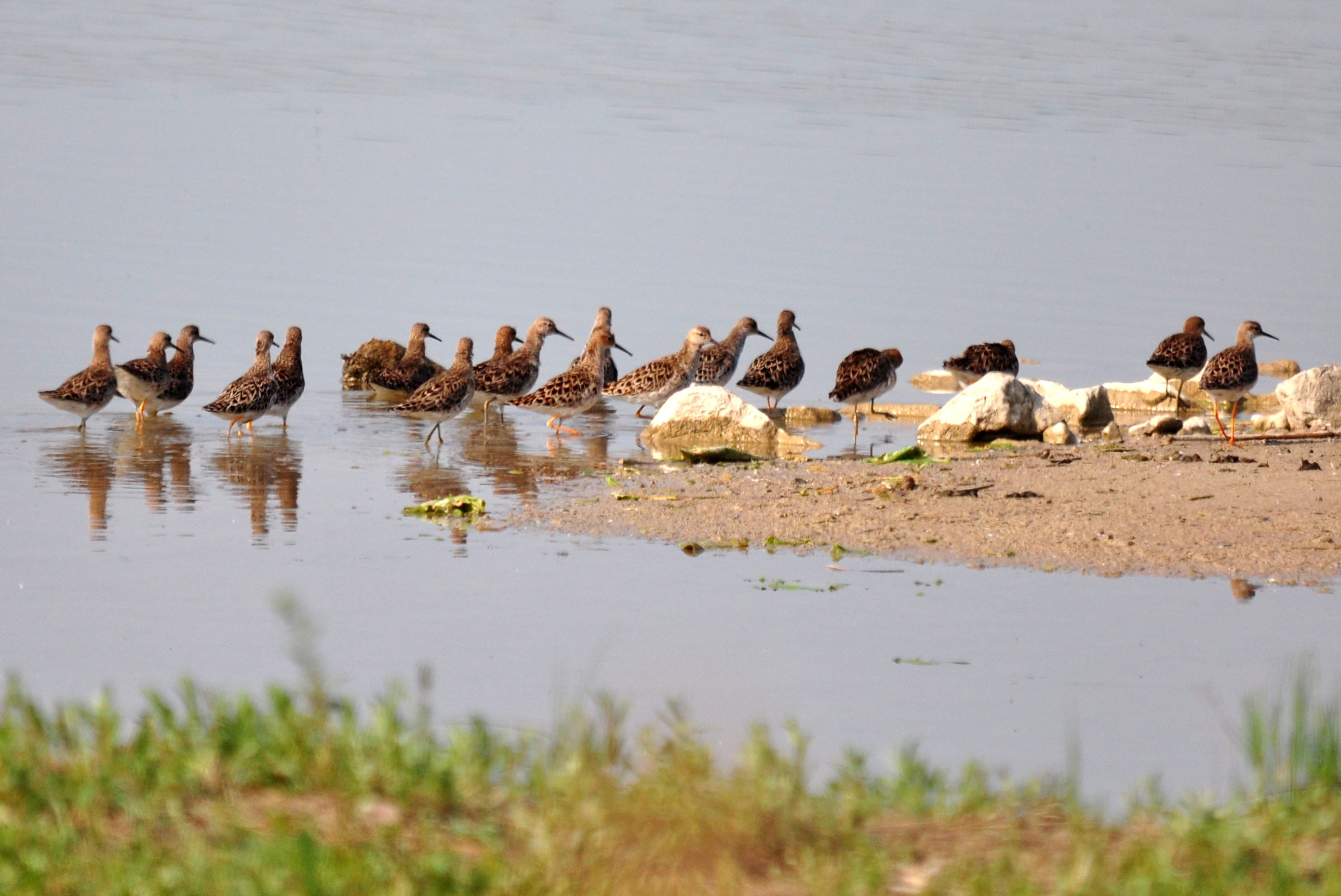
Kampfläufer am Ufer des Pilsensees

Das Herrschinger Moos und der Pilsensee gehören zu der weitläufigen Vogelschutzzone „Ammerseegebiet“, die eine zentrale Bedeutung für den Vogelzug hat. In den Herbst- und Frühjahrsmonaten rasten hier zahlreiche Zugvögel vor und nach der Überquerung der Alpen.
Die Röhrichtzone am Südufer des Pilsensees und das fast unzugängliche Zentrum des Herrschinger Mooses sind ein ideales Brutrevier für Vogelarten, die Schilfbestände und Seeufer bewohnen wie Rohrweihen, Wasserrallen, Rohrschwirl und Schilfrohrsänger. Im Umkreis von feuchten Moorwiesen finden sich die Nistplätze von Kampfläufern, einer streng geschützten, vom Aussterben bedrohten Art der Schnepfenvögel.
Der kalkreiche Niedermoorbereich des Naturschutzgebietes ist für viele inzwischen selten gewordene Pflanzengesellschaften von besonderem Wert. Zahlreiche auf der Roten Liste stehende Pflanzen, wie zum Beispiel das Sumpf-Glanzkraut, sind hier noch heimisch. Am Südrand des Naturschutzgebietes gehören die Streuwiesen zu den artenreichsten Lebensräumen des Fünfseenlandes. Die Vielfalt konnte sich entwickeln, weil die Flächen seit jeher von sehr geringer ökonomischer Bedeutung waren und jährlich nur einmal gemäht wurden, um die Gräser als Tiereinstreu zu nutzen. Nachdem auch hierfür kein Bedarf mehr besteht, übernehmen ehrenamtliche Helfer des Bundes für Naturschutz die jährliche Herbstmahd. Ihrem Einsatz ist es zu verdanken, dass eine Verbuschung vermieden wird und die natürliche Entwicklung der vorhandenen Pflanzengemeinschaften weiterhin erhalten bleibt.

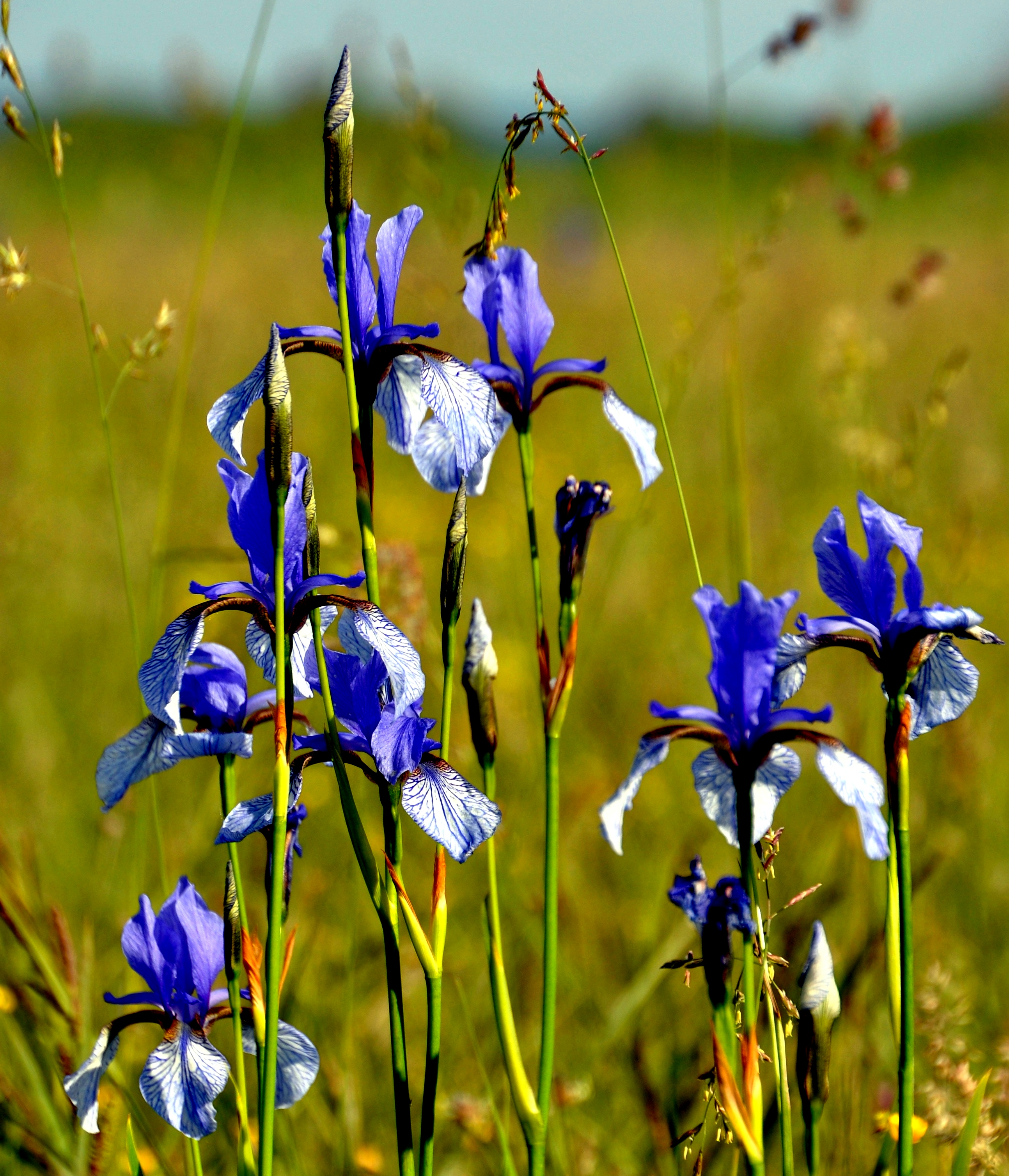
Wiesen-Schwertlilien auf einer Streuwiese im Herrschinger Moos
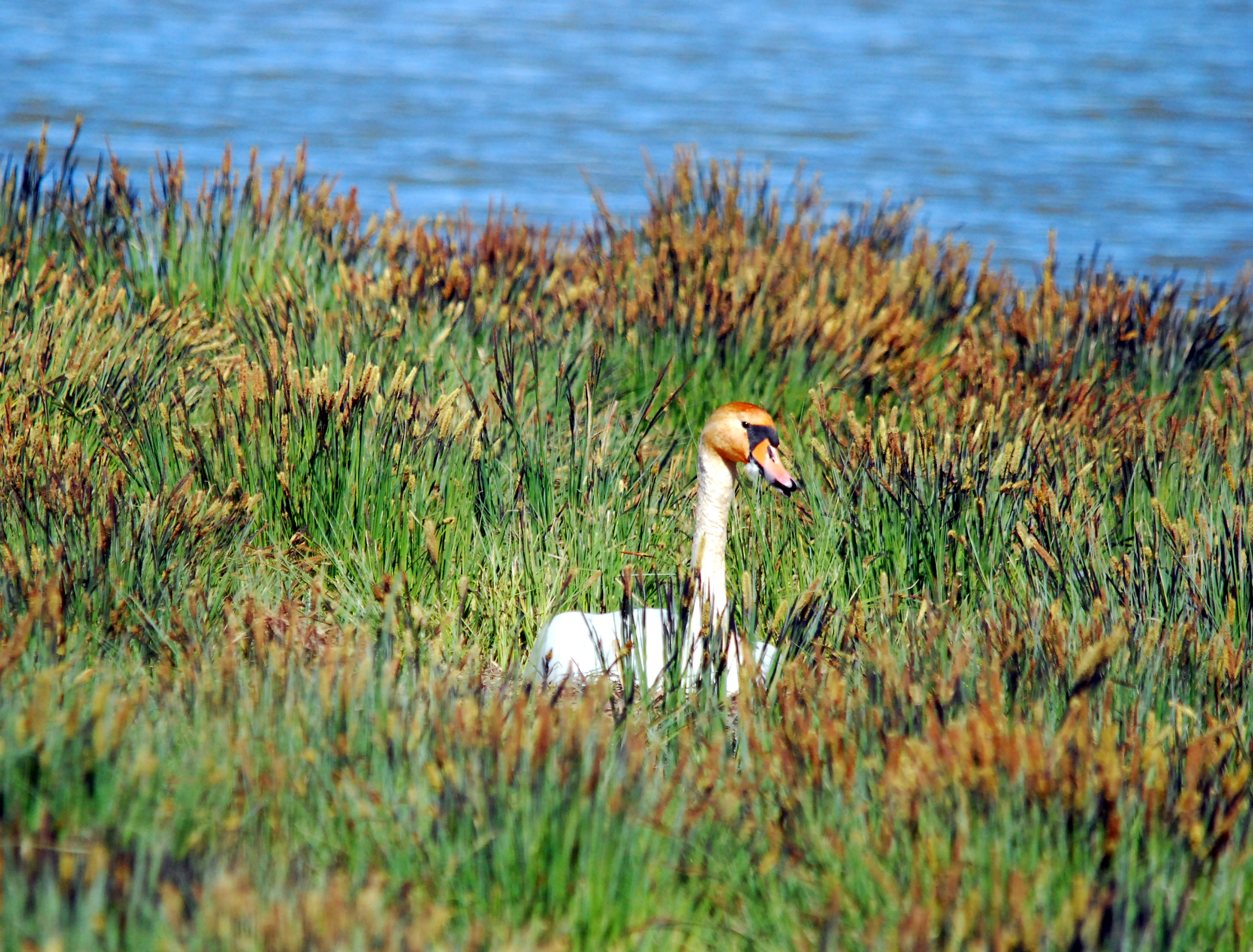
Brütender Höckerschwan am Rande des Pilsensees
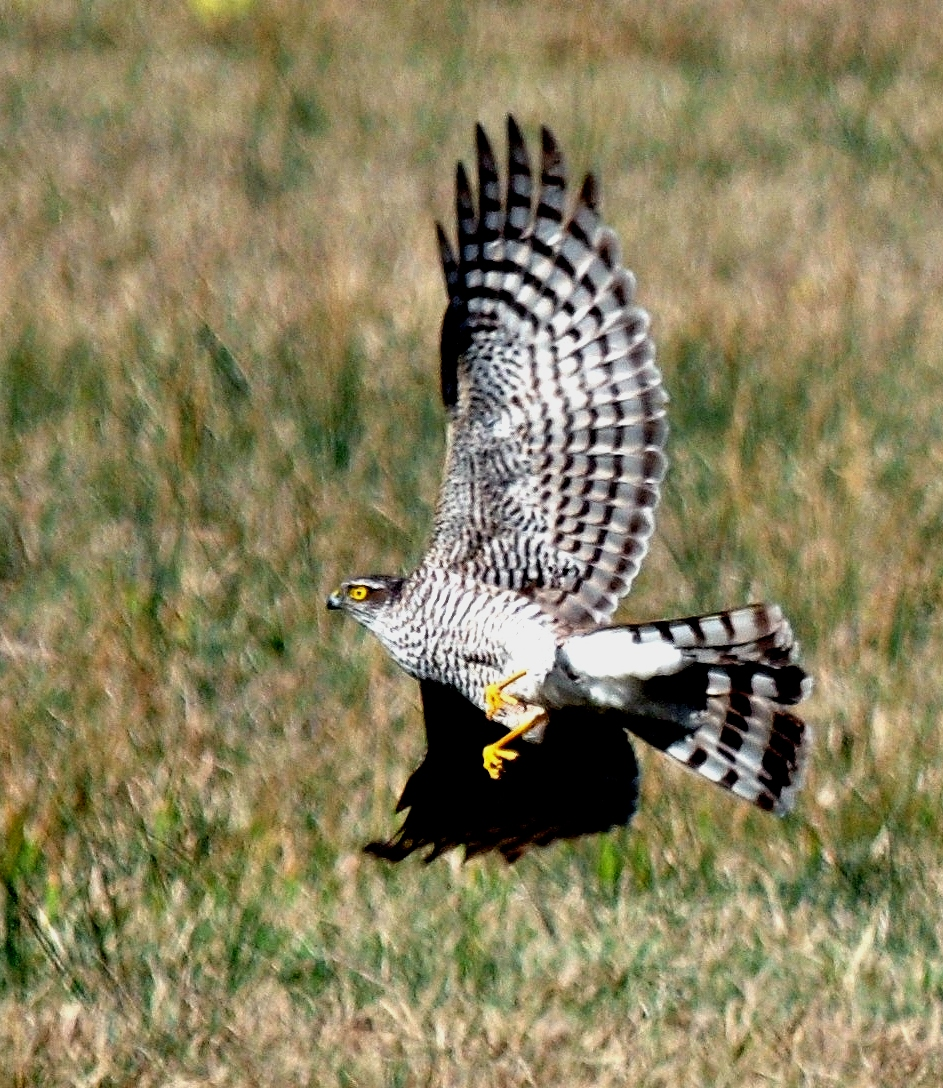
Sperber im bodennahen Flug auf der Jagd nach Beute